# Plaine des Jarres
La plaine des Jarres (lao: ທົ່ງໄຫຫິນ tʰōŋ hǎj hǐn) ou plateau du Tran Ninh est une région montagneuse du nord du Laos située dans la province de Xieng Khouang, remarquable par la présence de champs d'imposantes jarres de pierre antiques, dont la signification et l'origine ne sont pas encore totalement élucidées. Elle s'étend sur une superficie d'environ 1 000 km2.

## Situation
Les principaux champs de jarres sont situés dans la province de Xieng Khouang, sur un plateau autour de Phonsavan. Ce plateau a une altitude moyenne de 1 200 mètres ; c'est là que se rencontrent les principales concentrations de jarres.
Pendant la guerre du Viêt Nam, l'aviation américaine, pensant à tort que la piste Hô Chi Minh passait dans ce secteur, s'est livrée à plus de 500 attaques aériennes par mois selon le programme Rolling Thunder (« tonnerre ininterrompu »), soit une attaque toutes les huit minutes en moyenne pendant neuf ans,. De nombreuses bombes non-désamorcées sont encore présentes, ce qui rend très dangereuse l'étude et la visite des zones à jarres : à l'heure actuelle, seules trois zones (sites 1, 2, 3) sont ouvertes aux visiteurs, dont Thong Hai Hin, avec 250 jarres pesant de 600 kilos à 6 tonnes.
Au total, ce sont plus d'une soixantaine de sites différents qui sont disséminés sur la zone de la Plaine des Jarres dont le centre est au Laos, les principales concentrations comptant jusqu'à 250 jarres. Mais on trouve aussi des sites similaires, bien que moins spectaculaires, sur le plateau de Korat en Thaïlande et en Inde du Nord, ce qui amène certains chercheurs à penser à une répartition recouvrant un itinéraire d'échanges par caravanes.
Les « sites de jarres mégalithiques de Xieng Khouang – plaine des Jarres » sont inscrits sur la liste du patrimoine mondial de l'UNESCO le 6 juillet 2019.

## Nature des jarres

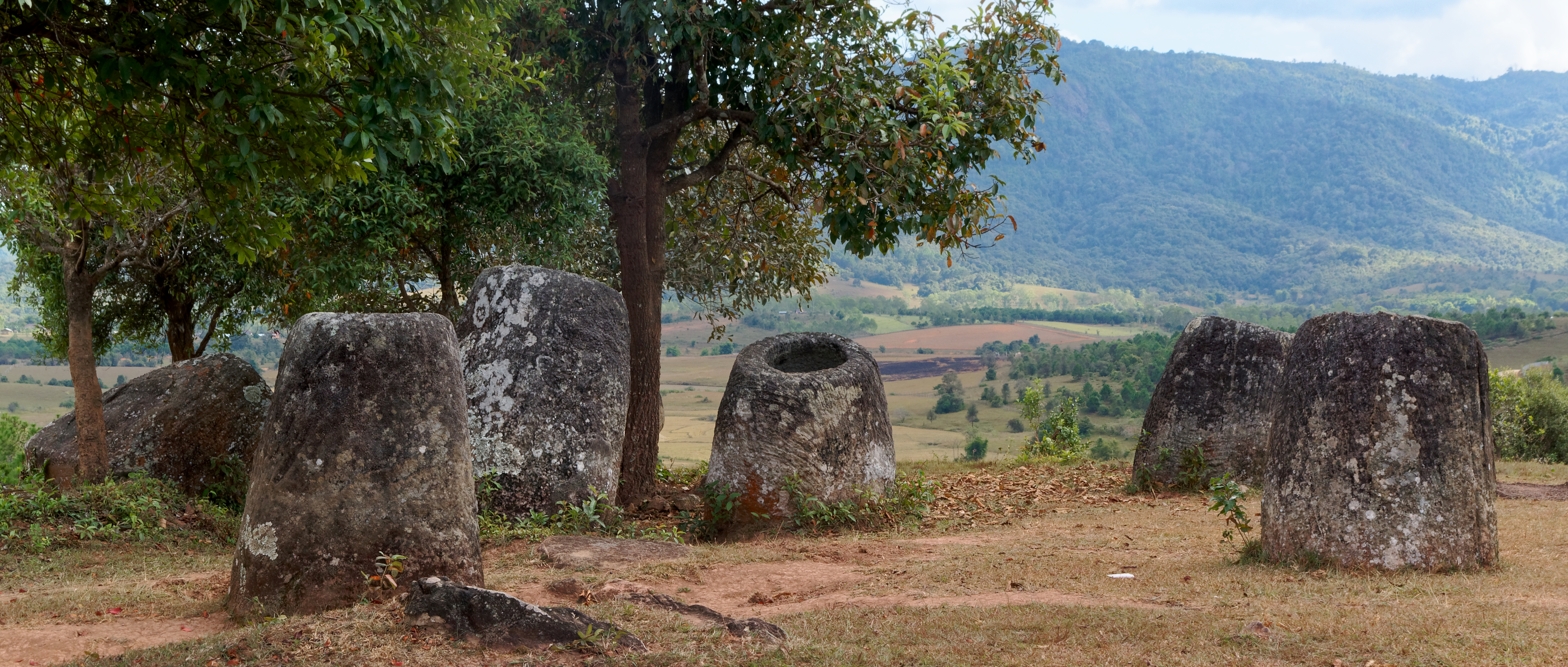
Des jarres du site 2.

Les jarres sont disposées par groupes, sans alignement visible. Elles sont de différentes tailles, de un à trois mètres de hauteur, mesurant jusqu'à près de huit mètres de circonférence, pesant de 500 kg à plusieurs tonnes pour les plus grandes (qui peuvent contenir jusqu'à dix hommes debout). Elles ont été taillées dans des blocs de roches monolithiques provenant de la région : calcaire de grès, et parfois granits. Elles sont parfois à demi enterrées.
On trouve aussi quelquefois, près de certaines d'entre elles, un disque de pierre ayant pu servir de couvercle. Leur forme est assez simple, souvent cylindrique, plus rarement angulaire ; les jarres ne présentent aucune inscription. Aucun autre vestige architectural ou d'habitat antique n'est présent dans la région, laissant les jarres sans contexte archéologique.

## Étude archéologique

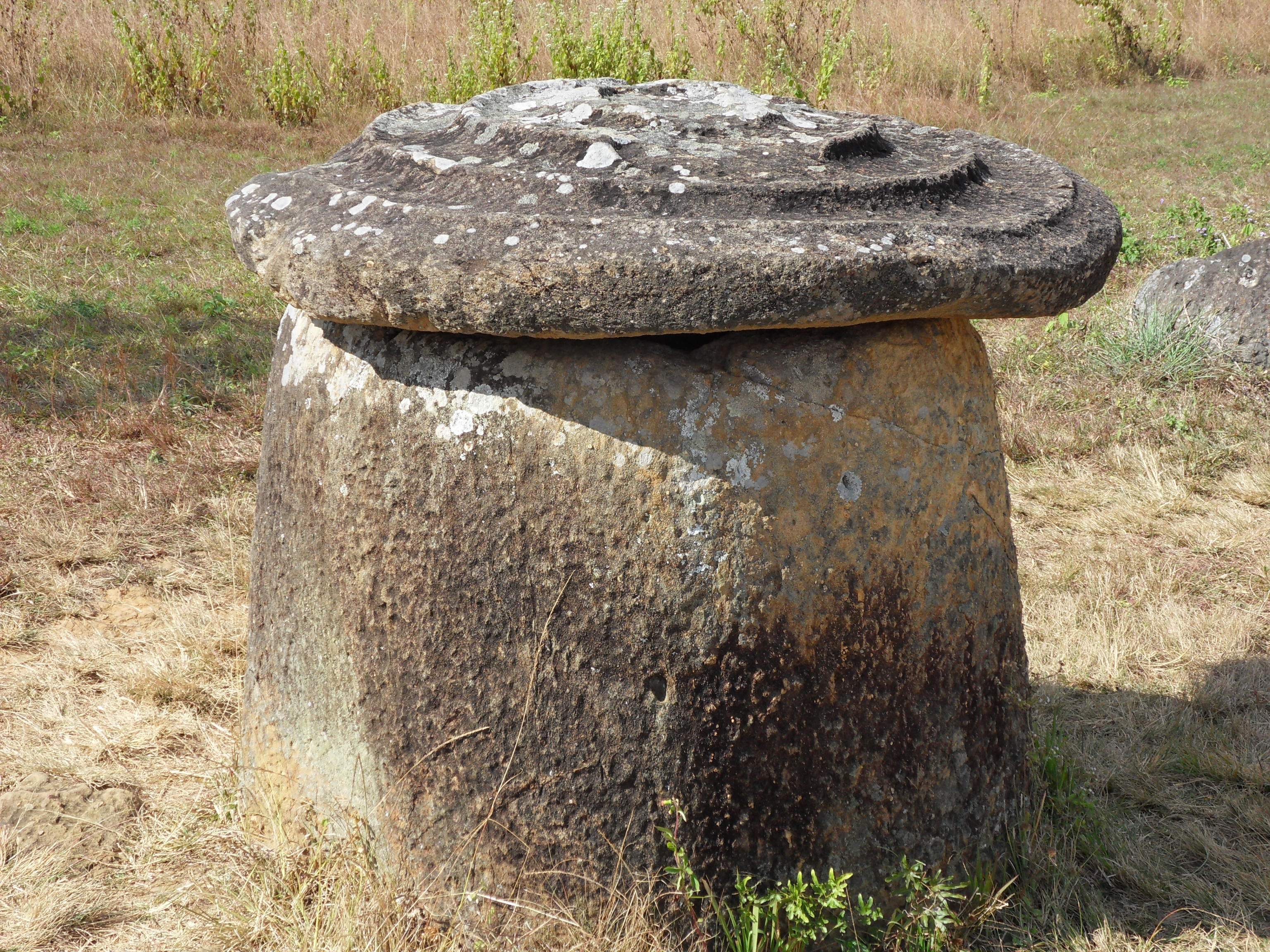
Une jarre du site 1, munie d'un couvercle.

La première étude archéologique des sites a été réalisée vers 1930 par Madeleine Colani de l'École française d'Extrême-Orient. Elle entreprit des fouilles sur plusieurs jarres, ainsi que  dans une grotte située non loin du site 1 et dotée d'une cheminée naturelle, dans laquelle furent découverts d'importantes traces de feu et des ossements humains calcinés. Elle émit alors l'hypothèse que cette grotte aurait été un incinérateur naturel lors des funérailles, et que les cendres auraient ensuite été conservées dans les jarres. Malheureusement, les éléments de datation des os retrouvés dans la grotte ou près des jarres sont très étalés dans le temps, et ne permettent pas de tirer de conclusions précises.
Les travaux de Madeleine Colani restent une base pour les archéologues qui cherchent à percer le mystère de la Plaine des Jarres, parmi lesquels Marcello Zago. Celui-ci émet l'hypothèse que ces mégalithes, accompagnées d'objets de bronze et de fer, pourraient être des monuments funéraires, œuvres des premiers occupants indochinois d'une civilisation située entre celle des aborigènes Kha et cambodgienne.

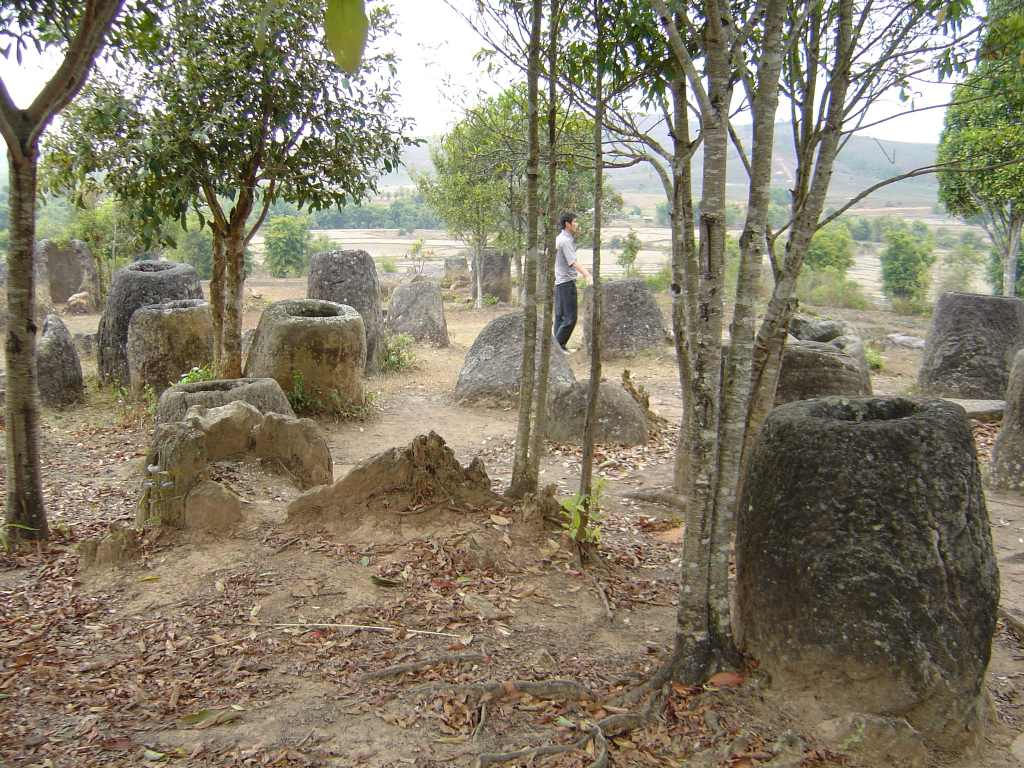
Jarres du site 3.

La communauté scientifique ne peut encore donner que des explications conjecturelles quant à la datation de ces jarres de pierre, sur une période allant de 500 av. J.-C. à 800 ap. J.-C. et il existe plusieurs théories sur leur destination : urnes funéraires, stockage de nourriture ou d'eau, cuves à fermentation pour la production d'alcool… Seule leur utilisation sur une longue période pourrait expliquer le grand nombre de ces mégalithes, pesant entre 600 kg et 7 tonnes. La manière dont ils ont été amenés sur les cinq sites de la plaine, alors que le grès dans lequel ils sont taillés provient de la chaîne de montagnes située entre Luang Prabang et Xieng Khouang, était probablement le roulage, à la manière des barriques de jadis. Les légendes locales sont nombreuses et les habitants de la région continuent à en inventer à l'usage des touristes.